# Mila Schauerova
Mila Schauerova (Lebensdaten unbekannt) ist eine ehemalige tschechoslowakische Fußballspielerin.

## Karriere
Schauerova gehörte der SSG 09 Bergisch Gladbach an, für die sie als Mittelfeldspielerin das am 25. Juni 1983 im heimischen Stadion An der Paffrather Straße, in der 60. Minute für Loni Winkel ausgewechselt, mit 6:0 gegen Tennis Borussia Berlin, sowie das am 30. Juni 1984 im Stadion am Bornheimer Hang mit 3:1 gegen den FSV Frankfurt jeweils gewonnene Finale um die Deutsche Meisterschaft bestritt. Des Weiteren kam sie am 31. Mai 1984 im Frankfurter Waldstadion im Finale um den DFB-Pokal zum Einsatz, das mit 2:0 gegen den VfR Eintracht Wolfsburg gewonnen wurde.

## Erfolge
- Deutscher Meister 1983, 1984
- DFB-Pokal-Sieger 1984